# Gonomyia extenuata
Gonomyia extenuata är en tvåvingeart som beskrevs av Alexander 1945. Gonomyia extenuata ingår i släktet Gonomyia och familjen småharkrankar. Inga underarter finns listade i Catalogue of Life.